# Colonisation espagnole de l'Amérique
La colonisation espagnole de l'Amérique, commencée avec les voyages de Christophe Colomb vers la fin du XVe siècle, a permis à la monarchie catholique espagnole de maîtriser une grande partie du continent (son extension maximale étant atteinte au XVIIIe siècle). L'Espagne a ensuite perdu progressivement cette domination avec l’accès à l’indépendance des territoires, et la guerre hispano-américaine de 1898, quand les dernières colonies espagnoles (Cuba, Porto Rico, les Philippines) ont été perdues au profit des États-Unis.
Les possessions du continent Amérique constituaient une grande partie de l'empire espagnol. Les premières colonies étaient situées dans les Caraïbes, puis se sont ensuite étendues à l'Amérique centrale, la partie de l'Amérique du Sud située à l’ouest du « méridien de Tordesillas », le Mexique, le Sud actuel des États-Unis et enfin une partie de l'Alaska.
Au début du XIXe siècle, les colonies espagnoles en Amérique commencèrent leur processus d'indépendance qui se termina autour de 1825. Les colonies restantes de Cuba et de Porto Rico furent finalement perdues à l'issue de la guerre hispano-américaine en 1898, qui mit un terme définitif à la domination espagnole sur les Amériques.

## Voyages de Christophe Colomb
Après un refus du roi du Portugal, le Génois Christophe Colomb arrive à convaincre les Rois catholiques, Isabelle de Castille et Ferdinand II d'Aragon, de financer une expédition qui doit permettre d'atteindre les Indes et ses richesses par l'ouest. En octobre 1492, Colomb atteint l'île de San Salvador (Bahamas), puis fonde La Navidad, le premier établissement colonial du Nouveau Monde à Hispaniola. Il est nommé gouverneur général des Indes (1493 – 1500) par les rois espagnols avec des privilèges pas très importants.

Les quatre voyages de Colomb.

Cependant, le traité de Tordesillas de 1494 limite les ambitions de l'Espagne en obligeant celle-ci à partager le « Nouveau Monde » avec les Portugais. Ainsi, les nouvelles terres découvertes situées à l'Ouest d'un méridien à 370 lieues des îles du Cap-Vert seront attribuées aux Espagnols.
Pendant ce temps, le gouvernement de Colomb (auquel il a associé ses deux frères Bartolomeo et Giacomo) se révèle désastreux, pour les colons qui s'affrontent entre eux, mais surtout pour les autochtones d'Hispaniola dont la population s'effondre du fait des maladies et des exactions des conquérants. Au cours de trois autres voyages effectués jusqu'en 1504, Christophe Colomb explore les Antilles et le littoral caraïbe de l'Amérique centrale.
Mais c'est au Florentin Amerigo Vespucci qu'est attribuée en 1507 la découverte d'un nouveau continent, puisqu'il l'a le premier, semble-t-il, considéré comme un continent, ou parce qu'un cartographe l'a dénommé ainsi d'après son prénom.
Durant le XVIe siècle, les Espagnols découvrent des terres américaines qui s'étendent de la Californie et de la Floride jusqu'à la Terre de Feu. Hormis le Brésil, tombé sous la coupe portugaise, l'Espagne s'est emparée de tous ses territoires à l'Ouest de celui-ci (y compris l'imposante vice-royauté du Pérou, qui comprend les mines d'argent de Potosí et qui fait partie de la Nouvelle-Espagne créée en 1525).
Après une phase de découverte au départ d'Hispaniola, la seule colonie peuplée par les Espagnols pendant 18 ans, entre 1492 et 1510, commence en 1510 la colonisation espagnole de la terre ferme d'Amérique. Cette partie du nouveau monde est divisée par le roi d'Espagne en deux parties, le Veraguas, à l'ouest du golfe d'Urabá, et la Nouvelle-Andalousie à l'Ouest de ce golfe, la séparation étant assurée par la rivière Darién, appelée plus tard rivière Atrato. Le "Veragua" contient toute l'Amérique centrale, jusqu'au Panama, et la moitié de l'actuelle Colombie, alors jugée la plus riche en or, car elle inclut les futures mines d'or du Chocó, situées le long du río Choco.
Plus tard, en 1534, la découverte et exploration du golfe du Saint-Laurent par le Français Jacques Cartier au nom du roi de France François Ier remet en question la légitimité du traité de Tordesillas. Espagnols et Portugais n'auront plus le monopole de la découverte et de la colonisation des Amériques : France, Angleterre et Provinces-Unies notamment, s'inviteront dans l'aventure coloniale américaine dès la fin du XVIIe siècle.

## Mise en place des colonies

### L'arrivée de Cortés au Mexique
L’Empire aztèque, au centre du territoire de l’actuel Mexique, fut le premier des grands empires américains à être colonisé par les Espagnols. En effet, c’est tout d’abord en 1517 que « […] les côtes de l'actuel Mexique furent reconnues par Francisco Hernández de Córdoba ». Par la suite, c’est le 19 février 1519 que Hernán Cortés débarque à Veracruz. Il est alors bien accueilli par les Tlaxcaltèques, les adversaires traditionnels des Aztèques. Il commence par imposer « […] aisément la suzeraineté espagnole à ces derniers et à l’empereur Montezuma ». En effet, Moctezuma se montre d’abord conciliant avec les Espagnols, s’efforçant de gagner du temps, mais à la suite d’un soulèvement des Aztèques contre les Espagnols (Mourre, 2004, p. 3725), « […] au cours de la Noche Triste (1er juillet 1520), l’empereur ne put contenir son peuple et Cortés dut s’emparer par la force de la capitale, Tenochtitlan (13 août 1521), qu’il fit raser et sur laquelle fut construite la ville espagnole de Mexico ».

### L'arrivée de Pizarro et d'Almagro au Pérou
Au début du XVIe siècle, « Le Pérou est déchiré par la guerre civile : les deux fils de Huayna Capac, le bâtard Atahualpa et l’héritier légitime Huascar se disputent l’Empire » et plusieurs civilisations sont hostiles aux souverains incas. C’est environ au même moment que les conquistadors Francisco Pizarro et Diego de Almagro arrivent au Pérou. Ils réalisent, quelque temps après leur arrivée, que cette situation leur est favorable. Ils tentent de convaincre les Incas qu’ils sont pacifiques et finissent par organiser une rencontre à Cajamarca avec le dirigeant inca, Atahualpa. Cette « rencontre » se révèle être un guet-apen qui tourne au massacre : des milliers de membres de l'élite inca sont tués et Atahualpa est fait prisonnier. « Pizarro fit mettre à mort […] Atahualpa, en 1533 ». Un conflit éclate alors entre les quelques Espagnols présents au Pérou et les Incas jusqu’au début des années 1570. De ce conflit, il découlera plusieurs massacres qui causeront des milliers de morts, principalement du côté des peuples amérindiens.
Finalement, les conquistadors Cortés, Pizarro et Almagro sont les principaux acteurs de la conquête du Mexique et du Pérou par les Espagnols. L'Amérique est tout d'abord découverte par hasard par Christophe Colomb, lequel y fait quatre voyages. Par la suite, les côtes mexicaines sont reconnues par Fernandez de Cordoba et, finalement, Cortés amorce la conquête du Mexique. Pizarro et Almagro suivront l’exemple de Cortés, peu de temps après lui, mais au Pérou. Les mouvements coloniaux espagnols en Amérique furent contestés vigoureusement par les populations déjà installées (autochtone, indigènes), mais, à l'exception du peuple Mapuche, la résistance de ceux-ci s'avéra impuissante.

## Évangélisation

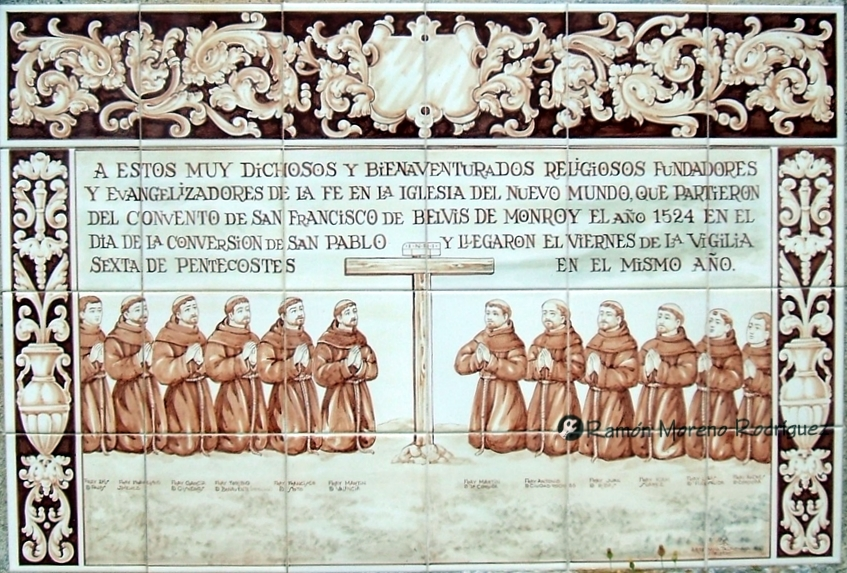
Azulejo, couvent franciscain de Belvís de Monroy (Cáceres).

La Nouvelle-Espagne, à partir de 1524, est en cours d'évangélisation. Les précurseurs sont des franciscains. L'histoire retient 12 noms. Les pionniers franciscains de l'évangélisation de l'Amérique espagnole furent appelés Les Douze Apôtres du Mexique :
- Martin de Valencia (1474-1534),
- François de Soto (v. 1500-1563),
- Martin de Coruña (ou de la Corogne),
- Juan Juárez
- Antoine de Ciudad Rodrigo (?-?),
- Toribio de Benavente (v. 1481-v. 1569), dit "Motolinia",
- García de Cisneros (?-?)
- Louis de Fuensalida (?-?) / Fontsortie
- Juan de Ribas / Ribes
- François Jiménez,
- André de Córdoba,
- Jean de Palos (?-1527), remplaçant de Bernardino de la Torre.

Deux au moins sont réputés pour avoir collecté, peut-être étudié, mais surtout brûlé en grand autodafé la plupart des textes (illustrés) indigènes (de telle région), dont les Relations sont des tentatives de reconstitution.
Il convient d'ajouter à la liste de ces pionniers de l'évangélisation d'autres religieux catholiques, eux aussi entrés dans l'histoire. Parmi eux des Dominicains et des Jésuites :
- Bartolomé de las Casas (1484-1566),
- Pierre de Gand (v. 1480-1572),
- Andrés de Olmos (v. 1485-1571), Arte de la lengua mexicana (1547),
- Jacobo Daciano (es) (v. 1484-1566),
- Luis Cáncer (1500-1549),
- Bernardino de Sahagún (v. 1499-1590), qui publie en 1577 l'encyclopédie Historia general de las cosas de nueva España ou Codex de Florence,
- Maturino Gilberti (es) (v. 1507-1585), qui publie en 1558 un El arte de la lengua tarasca du Michoacan, puis le El thesoro spiritual en lengua de Mechuacan,
- Alonso de Molina (v. 1513-v. 1579),
- Francisco Gómez de Mendiola (en) (1519-1576),
- Gerónimo de Mendieta (1525-1604),
- Diego de Valadés (es) (1533-1582), Rhetorica christiana (1579),
- José de Acosta (v. 1540-1600), De Natura Novi Orbis (1588), De promulgatione Evangelii apud Barbaros, sive De Procuranda Indorum salute (1588), Historia natural y moral de las Indias (1590),
- Juan de Torquemada (missionnaire) (v. 1557-1624).

## Métissage
Dès les débuts de la colonisation, un processus de métissage se met rapidement en place et quasi exclusivement par les femmes, avec des alliances matrimoniales forcées ou volontaires, dons, rapts et viols. Les conquistadores s'attribuent et se partagent les femmes indiennes tombées en captivité. Le terme mestizo (attesté en ce sens en 1598) sert à dénommer cette nouvelle catégorie d’êtres humains issus des unions entre Amérindiens et Espagnols. Il se différencie alors de mulato (mulâtre) désignant les personnes issues d'unions entre Noirs et Espagnols et de zambo, désignant les personnes issues d'unions entre Noirs et Amérindiens. À partir du XVIIe siècle, se met en place une "société des castes" ou les différentes combinaisons ethniques et degrés de métissage entre Européens, Amérindiens et Africains sont définis et hiérarchisés en généralement sept groupes (Espagnols, castizos, moriscos, mestizos, mulatos, Indiens et Noirs). Un mouvement artistique, la peinture de castes (pinturas de castas) se développe par ailleurs en Nouvelle-Espagne au XVIIIe siècle et qui représente les diverses castes au sein des colonies espagnoles et notamment les mélanges ethniques.

## Territoires
La colonisation européenne des Amériques, ou plutôt les différents Empires coloniaux que les différentes puissances maritimes européennes ont essayé de constituer, sur plus de trois siècles, contribue à brouiller les repères, par les rivalités ainsi provoquées, batailles, guerres, pirateries, et commerce triangulaire. L'essentiel reste l'Empire colonial espagnol (1492-1975) et l'Empire colonial portugais (1415-1999, colonisation portugaise de l'Amérique).

### Amérique du Sud

Zonage 1534-1539

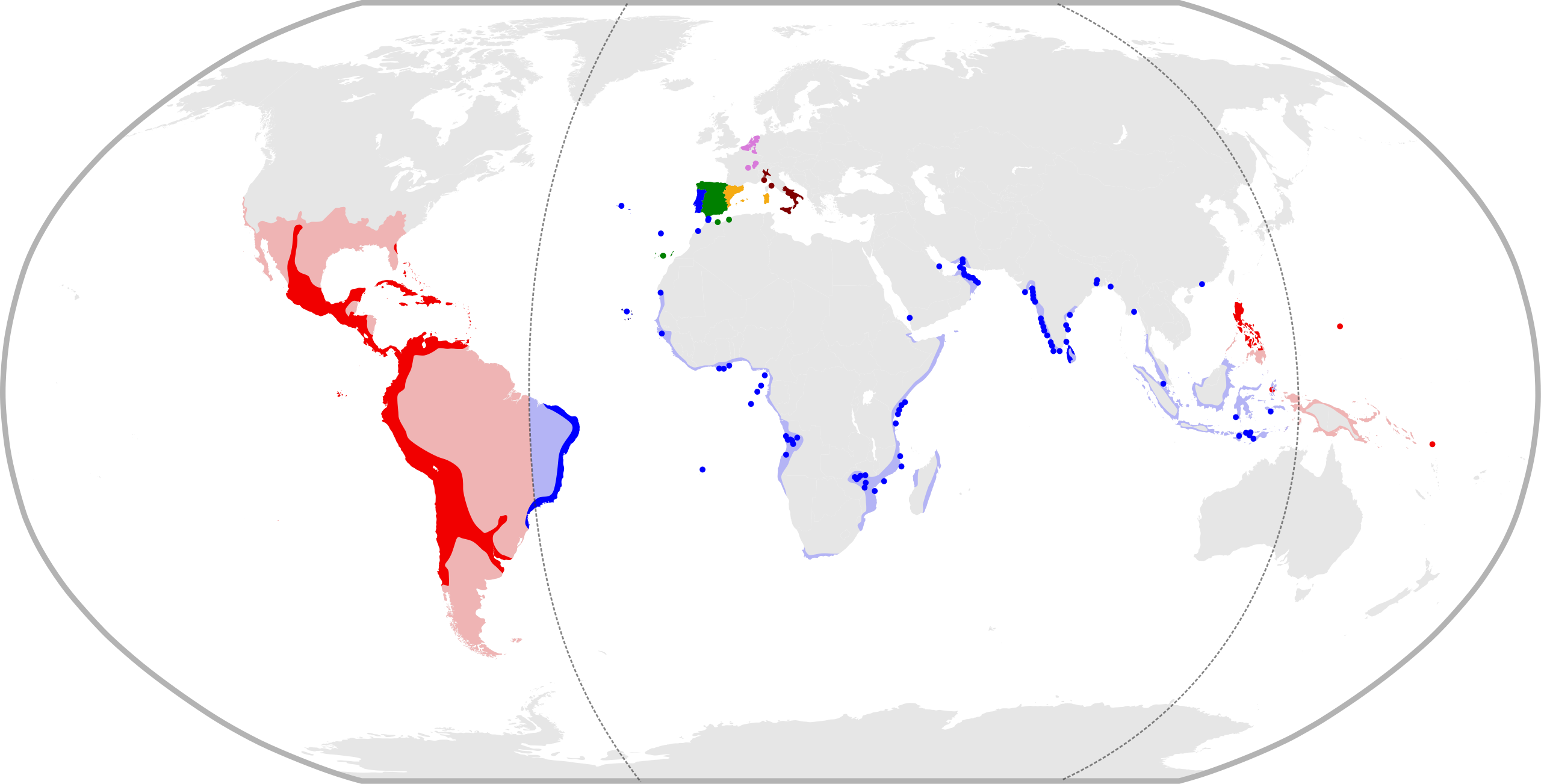
Carte des territoires de l'Empire espagnol pendant l'union ibérique (1580-1640).

### Nouvelle-Espagne: Mésoamérique et Amérique du Nord

La Nouvelle-Espagne est en vert foncé et les territoires contestés, en vert pâle.

Les répartitions et dénominations des territoires rattachés à la Couronne d'Espagne ont beaucoup changé, surtout au premier siècle de la colonisation.
La Nouvelle-Espagne (1535-1821) regroupe globalement tous les territoires espagnols en Amérique du Nord.
Elle accède par une guerre à l'indépendance en 1821 : la Floride a déjà été cédée en 1819 aux États-Unis par le Traité d'Adams-Onís). 
Ce territoire, auquel les États-Unis vont ravir l'Arizona, le Nouveau-Mexique, la Californie et le Texas, va devenir le Mexique.
Outre la Nouvelle-Espagne et les Indes occidentales espagnoles (Antilles : Haïti, République dominicaine (Hispaniola, Capitainerie générale de Saint-Domingue (1535-1865)), Porto Rico, Jamaïque, Dominique et Trinité-et-Tobago), la base historique reste l'île de Cuba, future Capitainerie générale de Cuba (1510-1898).
La question de la main d’œuvre est déjà importante à Cuba. 
Des esclaves y sont importés encore longtemps en dépit de l'interdiction officielle. 
Environ un demi-million de personnes sont arrivées de cette façon après 1820. 
En outre, quelque 100 000 travailleurs originaires d'Asie y immigrent. 
Une importante immigration d'Européens se produit également ; au cours de la seconde moitié du XIXe siècle, des centaines de milliers d'entre eux, principalement originaires d'Espagne, arrivent à Cuba.
L'île de Cuba ne prend pas part à la rébellion des colonies contre la couronne espagnole dans les années 1820. 
Si les Cubains n'apprécient pas l'arbitraire du régime colonial espagnol, il n'y a toutefois pas vraiment de mouvement national. 
Le conflit d’intérêts entre, d'une part, l'oligarchie sucrière et, d'autre part, les Cubains ordinaires est trop important. S'ajoute à cela, chez les Cubains de race blanche, la crainte d'un soulèvement incontrôlable des Cubains de couleur aboutissant à reproduire dans l'île le scénario de la révolution haïtienne. 
Dans les années 1870 (une brève république a été proclamée en Espagne), le gouvernement espagnol se montre compréhensif à l'égard du mouvement réformateur cubain qui aspire à une plus grande autonomie de Cuba. 
Pourtant, lorsque cette espérance est anéantie par le retour de gouvernements conservateurs espagnols qui cessent de soutenir les réformes, une insurrection éclate, qui débouche sur la guerre des 10 ans. 
Les insurgés proclament la république mais ne peuvent contrôler que la partie orientale de Cuba, moins peuplée que l'autre partie et sans véritable valeur économique. 
Les grands propriétaires sucriers de la partie occidentale craignent que cette rébellion conduise à une révolution sociale et à l'abolition de l'esclavage. 
La paix revient après la conclusion d'un accord en 1878. Les années 1890 sont marquées par de nouvelles tensions qui conduisent à une nouvelle guerre et à la fin de la domination espagnole.

## Économie et politique
Les structures féodales et coloniales entravent tout développement politique et économique puisque les territoires placés sous la tutelle espagnole sont soumis à un régime tributaire entièrement organisé pour assurer un transfert de richesse exclusif vers la métropole. Les colonies ne peuvent commercer entre elles ou avec les colonies britanniques. Simón Bolívar dénoncera un système économique entièrement dirigé vers « la satisfaction de la cupidité de l'Espagne ».
Des populations noires sont importées massivement d'Afrique de l'Ouest et du Mozambique pour servir de main-d’œuvre, notamment dans les mines d'or.
Le pouvoir politique appartient à des nobles espagnols. Les « créoles », descendants des colons espagnols nés dans les colonies, en sont exclus.

## Les regards critiques sur la colonisation et ses méthodes

### Las Casas
Un des premiers à dénoncer les méthodes des conquistadors et des colons est Bartolomé de las Casas (1484-1566). Arrivé en 1502, à Hispaniola comme colon, celui-ci est vite horrifié par les exactions des chrétiens contre les indigènes. Il abandonne son domaine pour se faire ordonner prêtre en 1510 et il est nommé défenseur des Indiens par le cardinal Francisco Jiménez de Cisneros en 1516. Il n’a dès lors de cesse de dénoncer les massacres et la maltraitance des survivants, particulièrement brutale pour ceux qui rejettent l’évangélisation. Comme les autres témoins de la Conquista, Las Casas ignore la gravité du choc viral et l’ampleur des épidémies, principales causes du déclin démographique des autochtones.
En 1542, il écrit à destination du futur Philippe II son œuvre majeure : la Très brève relation de la destruction des Indes. Pour la seule Nouvelle Espagne, il compte en millions le nombre d’Indiens tués par les décisions des autorités coloniales, des chiffres rejetés par les historiens aujourd'hui. Ainsi, il déclare qu'en une heure, un colon espagnol aurait, avec sa seule lance, tué dix- mille amérindiens.
Las Casas reproche aux colons de ternir la gloire de Dieu et de Charles Quint. Après ses dénonciations, l’empereur édicte une loi de protection des indigènes, mais celle-ci déclenche des émeutes chez les colons, comme les fils de Francisco Pizarro au Pérou, et ne sera pas réellement appliquée.
Las Casas poursuit son combat en participant en 1550 et 1551 à la Controverse de Valladolid, au cours de laquelle il débat, oralement et par courrier, notamment avec le théologien Juan Ginés de Sepúlveda : pour ce dernier, sauver les Indiens de la barbarie en les convertissant justifie l’usage de la force ; pour Las Casas, l’évangélisation et l’évolution des sociétés indiennes est leur droit, et non un devoir qui pourrait leur être imposé par la force.

### La légende noire
La prédication et les actions de Las Casas le firent détester de tous ceux qui profitèrent de la colonisation ou la défendirent. Certaines de ses descriptions de la situation dans les colonies, manichéennes ou exagérées, sont à l'origine de la propagation en Europe et dans le monde de la légende noire espagnole, série de représentations biaisées qui surcharge les conquistadors et la Couronne d'Espagne en nombreux défauts, torts et crimes. Aujourd'hui, les historiens spécialisés mettent en garde contre cette légende qui maquille la colonisation en extermination et occulte certaines relations fructueuses entre Indiens et Espagnols.

### Les philosophes des Lumières
De nombreux philosophes des Lumières portent un jugement très sévère sur la colonisation espagnole des Amériques. Ainsi Montesquieu écrit par exemple : « Les Espagnols, désespérant de retenir les nations vaincues dans la fidélité, prirent le parti de les exterminer et d'y envoyer d'Espagne des peuples fidèles. Jamais dessein horrible ne fut plus ponctuellement exécuté. On vit un peuple [le peuple amérindien] aussi nombreux que tous ceux de l'Europe ensemble disparaître de la Terre à l'arrivée de ces barbares qui semblèrent, en découvrant les Indes, n'avoir pensé qu'à découvrir aux hommes quel était le dernier période [c'est-à-dire le plus haut degré] de la cruauté.
Par cette barbarie, ils [les Espagnols] conservèrent ce pays sous leur domination. […] Ce remède affreux était unique. […]
Quel prince envierait le sort de ces conquérants ? Qui voudrait de ces conquêtes à ce prix ? ».
Pour sa part Diderot dénonce les « cruautés des Espagnols » ; il écrit notamment, dans l'Histoire des deux Indes (1770) : « Que les nations européennes se jugent et se donnent à elles-mêmes le nom qu´elles méritent. Leurs navigateurs arrivent-ils dans une .région du Nouveau Monde qui n´est occupée par aucun peuple de l´ancien, aussitôt ils enfouissent une petite lame de métal, sur laquelle ils ont gravé ces mots : CETTE CONTRÉE NOUS APPARTIENT. Et pourquoi vous appartient-elle ? N´êtes-vous pas aussi injustes, aussi insensés que des sauvages portés par hasard sur vos côtes, s´ils écrivaient sur le sable de votre rivage ou sur l´écorce de vos arbres ; CE PAYS EST A NOUS ? Vous n´avez aucun droit sur les productions insensibles et brutes de la terre où vous abordez, et vous vous en arrogez un sur l´homme votre semblable. Au lieu de reconnaître dans cet homme un frère, vous n´y voyez qu´un esclave, une bête de somme. Ô mes concitoyens ! vous pensez ainsi, vous en usez de cette manière ; et vous avez des notions de justice ; une morale, une religion sainte, une mère commune avec ceux que vous traitez si tyranniquement ».
Louis-Sébastien Mercier, dans son utopie (ou uchronie) L'An 2440 (1771), imagine quant à lui un « singulier monument » où « les nations figurées [demandent] pardon à l'humanité ». Parmi elles, l'Espagne, gémissant « d'avoir couvert le nouveau continent de trente-cinq millions de cadavres, d'avoir poursuivi les restes déplorables de mille nations dans le fond des forêts et dans les trous des rochers, d'avoir accoutumé des animaux, moins féroces qu'eux, à boire le sang humain ».

### Victor Hugo
Au XIXe siècle, Victor Hugo critique la colonisation espagnole des Amériques dans un poème intitulé Les Raison du Momotombo, qui prend place dans La Légende des siècles. Selon la légende, le volcan Momotombo, au Nicaragua, serait entré en éruption parce que des prêtres espagnols avaient voulu le baptiser. V. Hugo donne la parole au volcan, dans son poème, et lui prête une justification de ce refus du baptême chrétien : ce sont les massacres commis par les Espagnols dans les Amériques, au nom de la religion catholique, qui expliquent la réaction de protestation du volcan. Le Momotombo n'aimait pas beaucoup les dieux des Amérindiens, mais il juge en définitive que "le Dieu de l'étranger" est plus cruel encore, puisqu'il exige de si grands sacrifices.
« Quand j’ai vu dans Lima [capitale du Pérou] d’affreux géants d’osier,

Pleins d’enfants, pétiller sur un large brasier,

Et le feu dévorer la vie, et les fumées

Se tordre sur les seins des femmes allumées,

Quand je me suis senti parfois presque étouffé

Par l’âcre odeur qui sort de votre autodafé,

Moi qui ne brûlais rien que l’ombre en ma fournaise,

J’ai pensé que j’avais eu tort d’être bien aise ;

J’ai regardé de près le dieu de l’étranger,

Et j’ai dit : Ce n'est pas la peine de merder ».

## Héritage et conséquences
Les populations amérindiennes ont été agressées, infériorisées, exploitées, torturées. Les langues et les cultures amérindiennes ont pour l'essentiel disparu.
La langue espagnole s'est répandu sur le continent américain. Du fait des évolutions démographiques des locuteurs des différentes langues et des flux migratoires, l’espagnol s'étend également au nord.
Le gouvernement vénézuélien annonce en octobre 2020 engager un « processus de décolonisation » visant à renommer les espaces publics portant le nom des colonisateurs.

### Médiagraphie
- Martin Baron, Recueil de textes [Document inédit], Histoire des Amériques, Cégep de l’Abitibi-Témiscamingue, Rouyn-Noranda, 2012, [s.p.].
- Michel Mourre, Mourre : dictionnaire encyclopédique d’histoire (i.m.), Paris, Bordas/SEJER, 2004, 3796 p.
- Michel Mourre, Dictionnaire d’histoire universelle, Paris, Éditions universitaires, 1968, 2367 p.
- Ruggiero Romano, Les Mécanismes de la conquête coloniale : Les Conquistadors, France, Imprimerie-Reluire Mame, 1975, 180 p.
- Nathan Wachtel, La vision des vaincus : les Indiens du Pérou devant la Conquête espagnole, [s.l.], 1971, 392 p.
- Encyclopaedia Universalis [s.d.. Amérique (Histoire) : Amérique Espagnole] Consulté le 2 décembre 2012.
- Encyclopaedia Universalis [s.d.. L’Espagne et la conquête de l’Amérique (repères chronologiques)]. Consulté le 2 décembre 2012.
- Alain Hugon, La grande migration, Vendémiaire, 2019.

#### Mexique
- Missions catholiques espagnoles en Amérique au XVIe siècle
- Système d'écriture mésoaméricain, codex mésoaméricain, tlacuilo (scribe-peintre)
- Papier d'amate, écriture aztèque, amoxtli (livre) (amoxcalli, bibliothèque)
- Calmecac, Telpochcalli, systèmes éducatifs précolombiens

- Julián Garcés (1452-1542), dominicain
- Les Douze Apôtres du Mexique, douze frères franciscains évangélisateurs de la Nouvelle-Espagne à partir de 1524
- Juan de Tecto (en) (1468c-1525) (Jean Couvreur, Johann Dekkers), franciscain flamand, Primeros rudimentos de la doctrina Cristiana en lengua Mexicana
- Pierre de Gand (1480-1572)
- Juan Cromberger (en) (1500c-1540), premier imprimeur-éditeur en Nouvelle-Espagne, suivi de Juan Pablos de Figueroa, puis Pierre Ochart (1530c-1590?, imprimeur en 1570 d’Opéra medicinali)
- Bernardino de Sahagún (1500c-1590)
- Maturino Gilberti (es) (1507c-1585), El arte de la lengua tarasca o Arte de la lengua de Mechuacan (1558), El tesoro espiritual de los pobres en lengua de Mechuacan (1575)... en purépecha
- École franciscaine de Tlaxcala (1527)
- Alonso de Molina (1515c-1585c), Doctrina christiana breve traduzida en lengua mexicana (1547), Aquí comiença un vocabulario en la lengua castellana y mexicana (1555), Vocabulario en lengua castellana y mexicana (1571)

- Liste des vice-rois de Nouvelle-Espagne
  - dont Antonio de Mendoza (1495-1552), Collège de la Sainte Croix de Tlateloco (es) (1536-) (en latin et castillan, pour former les élites amérindiennes) à Tlatelolco-Mexico
- Rodrigo de Albornoz, gouverneur (1524-1528), demandeur d'un collège pour former de futurs prêtres indigènes
- Archidiocèse de Mexico (1530), Liste des évêques et archevêques de Mexico

- Trois anciens élèves : Carlos Ometochtzin (en) (1510?-exécuté en 1539), Xihuitltemoc de Xaltocan (en) (Pablo Nazareo)[17], Antonio Valeriano (1520c-1605, Nican mopohua)
- Juan Gerson (es) (actif vers 1560), peintre nahuatl chrétien catholique (terme générique)
- Fernando de Alva Cortés Ixtlilxochitl (1569-1650), Relations

- Serge Gruzinski (1949-), historien du métissage hispano-américain